# قحازة (بلاد الروس)

تعديل مصدري - تعديل

قحازة هي إحدى قرى عزلة وعلان بمديرية بلاد الروس التابعة لمحافظة صنعاء، بلغ تعداد سكانها 389 نسمة حسب تعداد اليمن لعام 2004.